# Frank Bruggeman
Frank Bruggeman is een Belgisch politicus van Open Vld en vervolgens Vlaams Belang uit Zelzate. 

## Burgemeester
In 2013 werd Bruggeman burgemeester van Zelzate. De partij van Bruggeman, VLD-SD, had de verkiezingen in 2012 gewonnen met bijna 30% van de stemmen. Bruggeman zelf haalde toen ruim 1500 voorkeurstemmen, het meeste van iedereen, en werd zo burgemeester van Zelzate. De aftredende burgemeester, Freddy De Vilder, diende wel nog een klacht in tegen Bruggeman bij de Raad van Verkiezingsbetwistingen, maar die werd afgewezen.

## Woelige periode
In 2018 won VLD-SD dan wel de verkiezingen met opnieuw Bruggeman als lijsttrekker, toch kwamen ze niet in de coalitie. De sp.a, met Brent Meuleman als lijsttrekker, en de PVDA van Geert Asman, vormden samen de 'toekomstcoalitie'. Meuleman werd burgemeester, Frank Bruggeman was niet tevreden en zei dat het cordon sanitaire hierdoor geschonden werd (terwijl dit enkel geldt tegen extreemrechts). Hij diende dan ook een klacht in bij de Raad van Verkiezingsbetwistingen. Hij vond dat er stemmen ongeldig waren verklaard die wel geldig waren en hij eiste een hertelling. De klacht werd verworpen maar Bruggeman stapte enkele dagen voor de installatievergadering naar de Raad van State om zo in kort geding toch nog de nieuwe coalitie tegen te houden. Ook de Raad van State verwierp zijn aanklacht. 
Bruggeman was echter nog niet uitgeprocedeerd. Hij diende nu een spervuur van maar liefst 8 aanklachten in. Hij beschuldigde burgemeester Brent Meuleman en schepen Luc van Waesberghe van valsheid in geschrifte omdat ze volmachten zouden hebben geronseld. Hij beweerde ook dat Meuleman, die vroeger leerkracht was, verkiezingspropaganda zou verspreid hebben tijdens de lessen. De aanklachten werden stuk voor stuk verworpen door de raadkamer in oktober 2019.
Drie dagen nadat bekend raakte dat de klachten waren verworpen, werd Bruggeman uit de liberale partij gezet door het lokale partijbestuur. Vermoedelijk hadden de andere kopstukken genoeg van zijn procedures en wilden ze een andere koers varen. Hij bleef wel in de gemeenteraad zetelen voor VLD-SD, aangezien hij voor die partij verkozen was. Bruggeman werd in juni 2020 ook uit de gemeentelijke fractie gezet. Zo werden de laatste banden tussen Bruggeman en VLD-SD doorgeknipt. Hij zetelt sindsdien als onafhankelijk raadslid voort in de gemeenteraad van Zelzate. Bruggeman stapte in 2023 over naar Vlaams Belang en zal bij de gemeenteraadsverkiezingen van 2024 de lijst Vlaams Belang-Voluit Zelzate trekken.